# Gåstjärnen (Älvdalens socken, Dalarna, 677606-139917)
Gåstjärnen är en sjö i Älvdalens kommun i Dalarna och ingår i Dalälvens huvudavrinningsområde.